# Acontias meleagris
Espèce
Statut de conservation UICN

 LC  : Préoccupation mineure
Synonymes
- Anguis meleagris Linnaeus, 1758

Acontias meleagris est une espèce de sauriens de la famille des Scincidae.

## Répartition
Cette espèce est endémique d'Afrique du Sud. Elle se rencontre dans les régions côtières des provinces de Cap-Occidental et de Cap-Oriental.

## Description
C'est un saurien vivipare.

## Publication originale
- Linnaeus, 1758 : Systema naturae per regna tria naturae, secundum classes, ordines, genera, species, cum characteribus, differentiis, synonymis, locis, ed. 10 (texte intégral).